# Автомагістраль М23 (Велика Британія)
Автомагістраль M23 — це автомагістраль у Сполученому Королівстві, що пролягає від півдня Хулі в графстві Суррей, де вона відділяється від A23, до Піз-Поттедж на південь від Кроулі в Західному Сассексі, де знову з'єднується з A23. Північний кінець автомагістралі починається на 3.2 км відгалуження на північ від розв’язки 7 автомагістралі M25 (розв’язки 8 на M23). Від Хулі він пролягає на 27 км повз Редхілл, аеропорт Гатвік і Кроулі. Від розв’язки 9 до аеропорту Гатвік йде відгалуження.

## Історія
Автомагістраль була побудована між 1972 і 1975 роками, одночасно з південною ділянкою M25 від Godstone до Райгіта (розв'язки M25 6-8). Сучасна північна кінцева зупинка на розв’язці 7 використовує оригінальні ковзання для зустрічі з A23, а естакада над перехрестям, побудована для подальшого продовження на північ, залишається невикористаною.

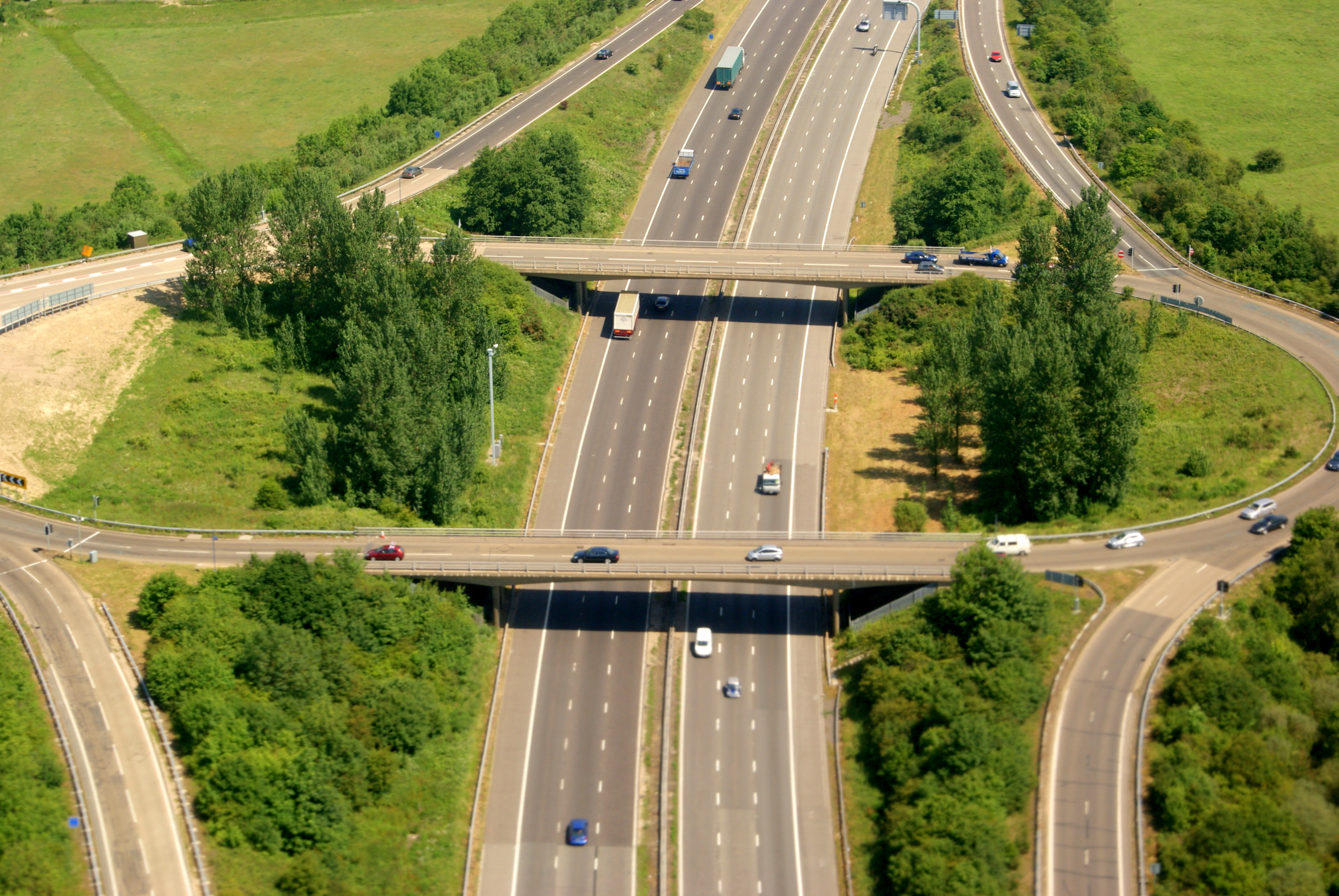
Перехрестя 9, дивлячись на північ

Скасування незабудованої північної ділянки від автомагістралі M25 у напрямку до центру Лондона призвело до того, що більшість трафіку через південний Лондон на автомагістраль потрапила на A23. Це здебільшого однопроїзна дорога з багатьма рівними перехрестями, світлофорами та незручними розв’язками. Він рухається здебільшого через житлові райони та не відповідає рівню трафіку, який він переносить.
Нова розв'язка (J10a) була відкрита в 1997 році  між J10 і J11 для доступу до нового району Кроулі Мейденбауер. Вона фінансувався в рамках розробки Maidenbower будівельним консорціумом. Має лише північну з’їзну дорогу, без під’їзду на південь.

## Розумна автострада
У період з липня 2018 року по липень 2020 року проводилися роботи з перетворення М23 між розв’язками 8 і 10 на автомагістраль з усіма смугами руху. Оновлення відбулися здебільшого для більш надійних подорожей до аеропорту Гатвік і збільшення загальної пропускної здатності маршруту. Оновлення включають автомагістраль з усіма смугами руху, 12 нових аварійних зон, новий бетонний центральний бар’єр замість поточного сталевого, нові звукові бар’єри на узбіччях, змінні обмеження швидкості та дві нові аварійні під’їзні дороги. Зміни також були внесені на розв’язку 9 розв’язки М23: жорстке узбіччя на захід було перетворено на смугу для бігу, а статичний 50 миля/год (80 км/год) обмеження швидкості в обох напрямках.

## У масовій культурі

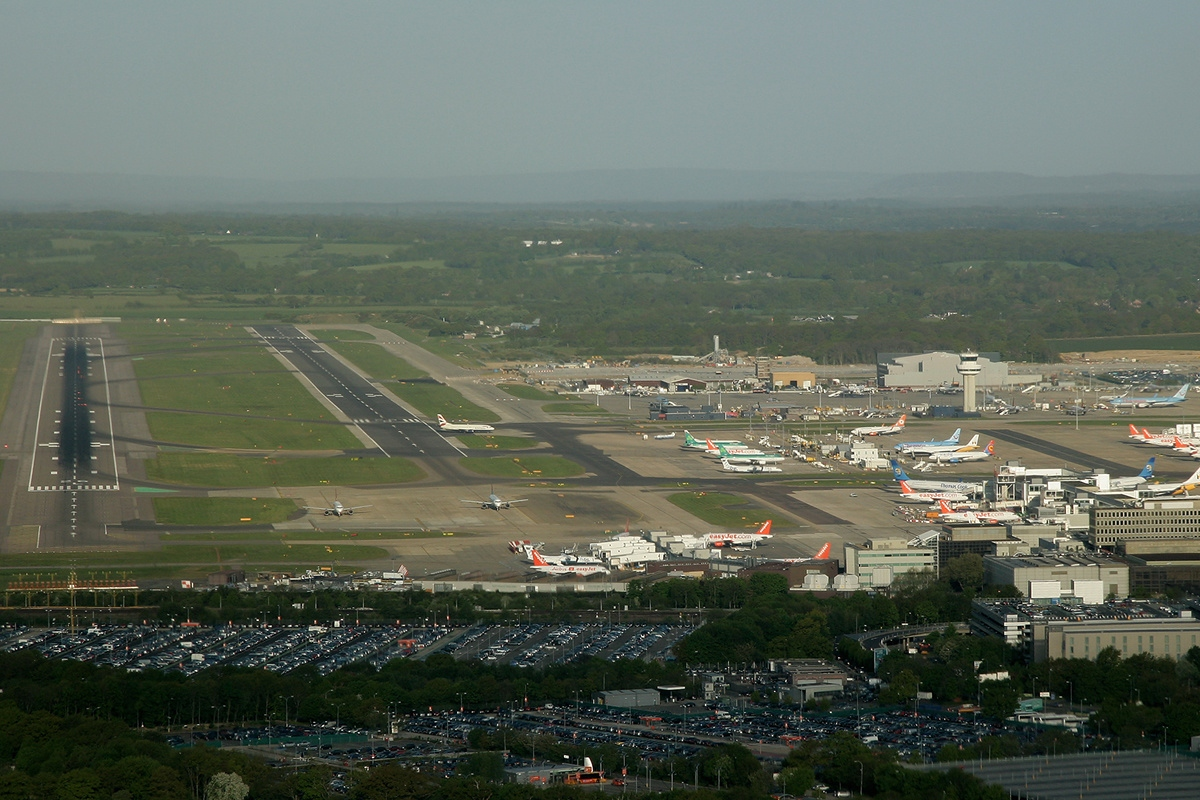
Аеропорт Гатвік знаходиться біля автомагістралі M23

Суперництво між футбольними клубами «Брайтон енд Гоув Альбіон» і «Кристал Пелас» часто називають дербі М23. 